# Dôme de Mahuea
Mahuea Tholus
Pour les articles homonymes, voir Mahuea.
Le dôme de Mahuea (désignation internationale : Mahuea Tholus) est un dôme situé sur Vénus dans le quadrangle de Taussig. Il a été nommé en référence à Mahuea, déesse maori du feu.